# Fundición (Sonora)
Fundición es una ranchería del Municipio de Navojoa, ubicada en el sur del estado mexicano de Sonora. Según los datos del Censo de Población y Vivienda realizado en 2010 por el Instituto Nacional de Estadística y Geografía (INEGI), Fundición tiene un total de 904 habitantes.